# Простатит
Простатит (на латински: Prostatitis) е възпаление или инфекция на простатната жлеза. Простатата произвежда част от семенната течност, която помага в пренасянето на спермата и е много важна за пълноценното психическо и физическо мъжко здраве, затова когато тази жлеза е засегната от простатит, страда цялостното здравословно състояние. Заболяването причинява проблеми с уринирането, сексуална дисфункция и общи здравни проблеми, като чувство на умора и депресия.

## Причини
Причини за простатит могат да бъдат съвкупност от фактори, които увреждат простатата. Той може да се появи в резултат на имунна реакция на тялото срещу инфекция, но също се появява и при липса на инфекция.
Основните причини за появата на простатит са:
- бактериална инфекция;
- автоимунна реакция или нарушена имунна реакция;
- невромускулно напрежение или физическо нараняване в областта.

## Видове простатит
Различните типове простатит се определят по различните нива на болка, бели кръвни телца в урината, наличните симптоми и бактериите в урината. Понякога, за да се подпомогне отделянето от простатата на нужните за изследване секрети, които може да съдържат бели кръвни телца и бактерии, се прилага масаж на простатата.
Има четири основни типа простатит:
- остър бактериален простатит;
- хроничен бактериален простатит;
- хроничен простатит/хронична болка в таза;
- асимптоматичен възпалителен простатит.

Симптомите и лечението варират в зависимост от това какъв е типа на простатита.

## Признаци и симптоми
Симптомите могат да включват:
- болка или парене при уриниране;
- проблеми при уриниране;
- често уриниране, особено през нощта;
- усещане на спешна нужда да се уринира;
- болка в слабините, долната част на гърба, корема, пениса или тестисите;
- болка при еякулация.

## Прегледи
Мъжете трябва да си правят годишен преглед на простатата след 45-годишна възраст, дори ако нямат никакви симптоми за проблеми с простатата. В случаи с повтарящи се прояви на заболяването, може да има нужда от непрекъснато лечение с периодични прегледи.